# Nglumber
Nglumber is een bestuurslaag in het regentschap Bojonegoro van de provincie Oost-Java, Indonesië. Nglumber telt 3314 inwoners (volkstelling 2010).